# Ulmus elongata
Ulmus elongata är en almväxtart som beskrevs av Li Kuo Fu och C.S. Ding. Ulmus elongata ingår i släktet almar, och familjen almväxter. Inga underarter finns listade i Catalogue of Life.
Arten förekommer i glest fördelad i Kina i provinserna Jiangxi, Fujian, Anhui och Zhejiang. Den ingår vanligen i öppna skogar. Trädet växer i låglandet och i låga bergstrakter upp till 900 meter över havet.
Intensivt skogsbruk och landskapsförändringar hotar beståndet. IUCN listar arten som sårbar (VU).

## Bildgalleri

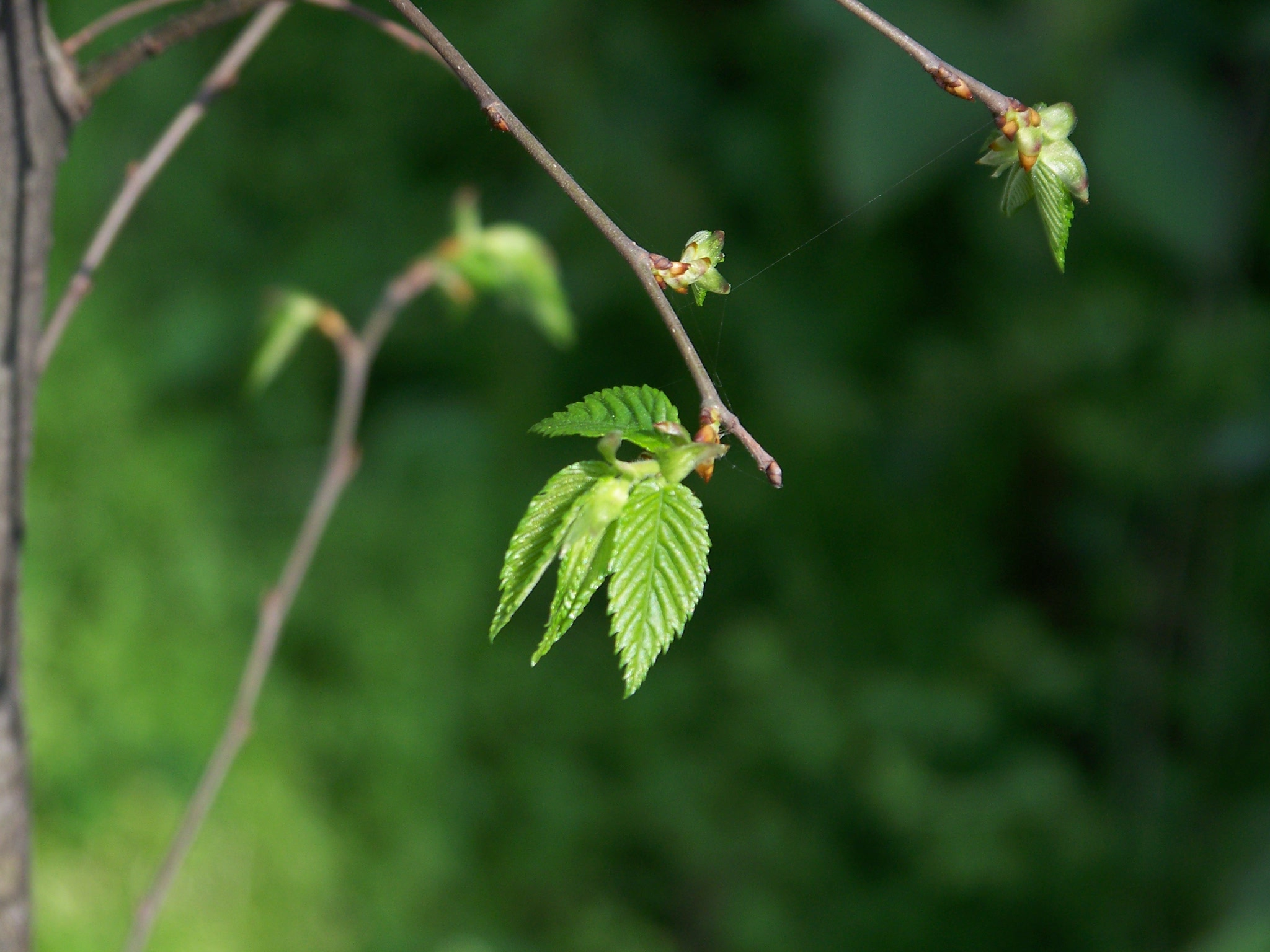
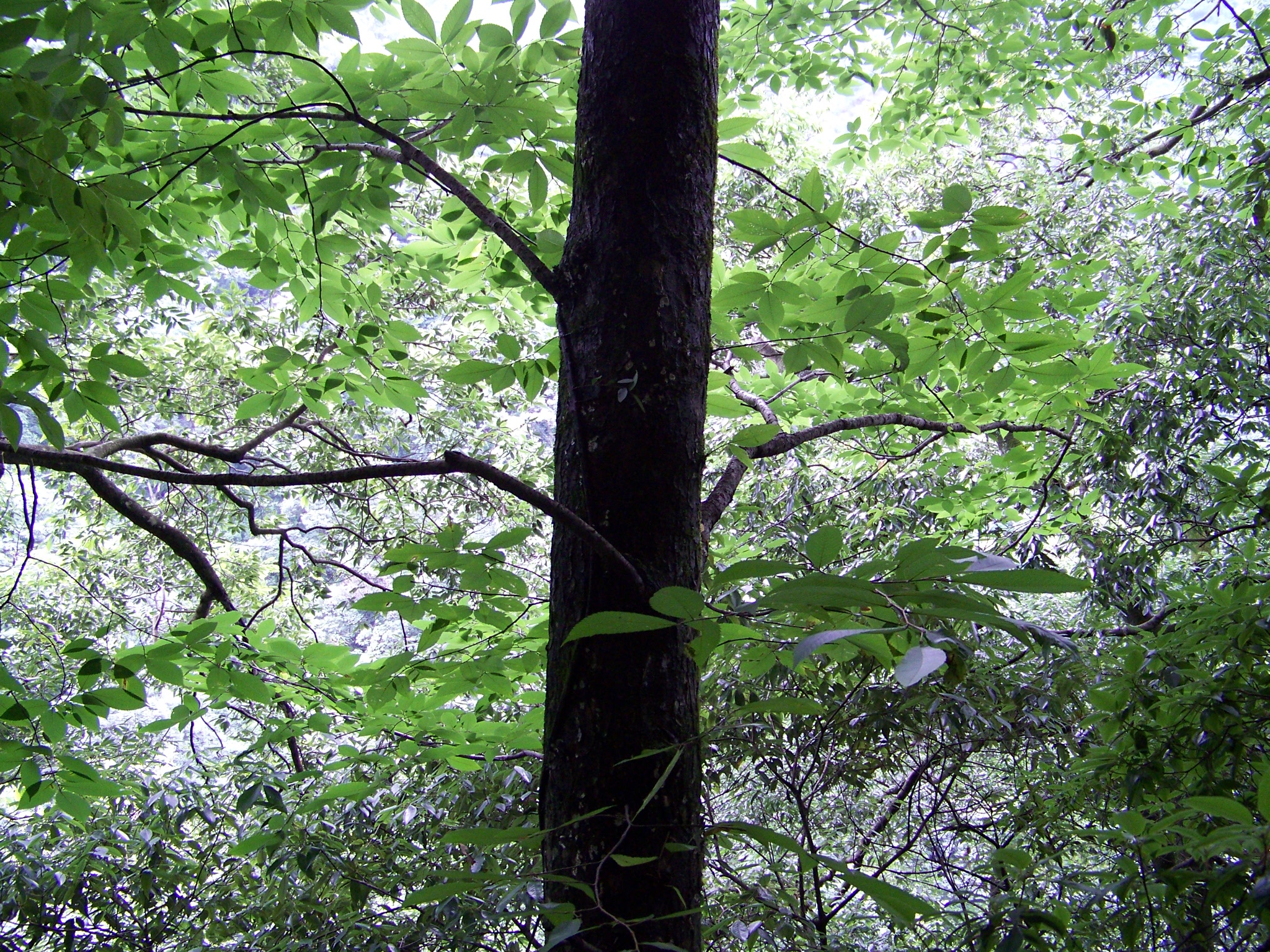
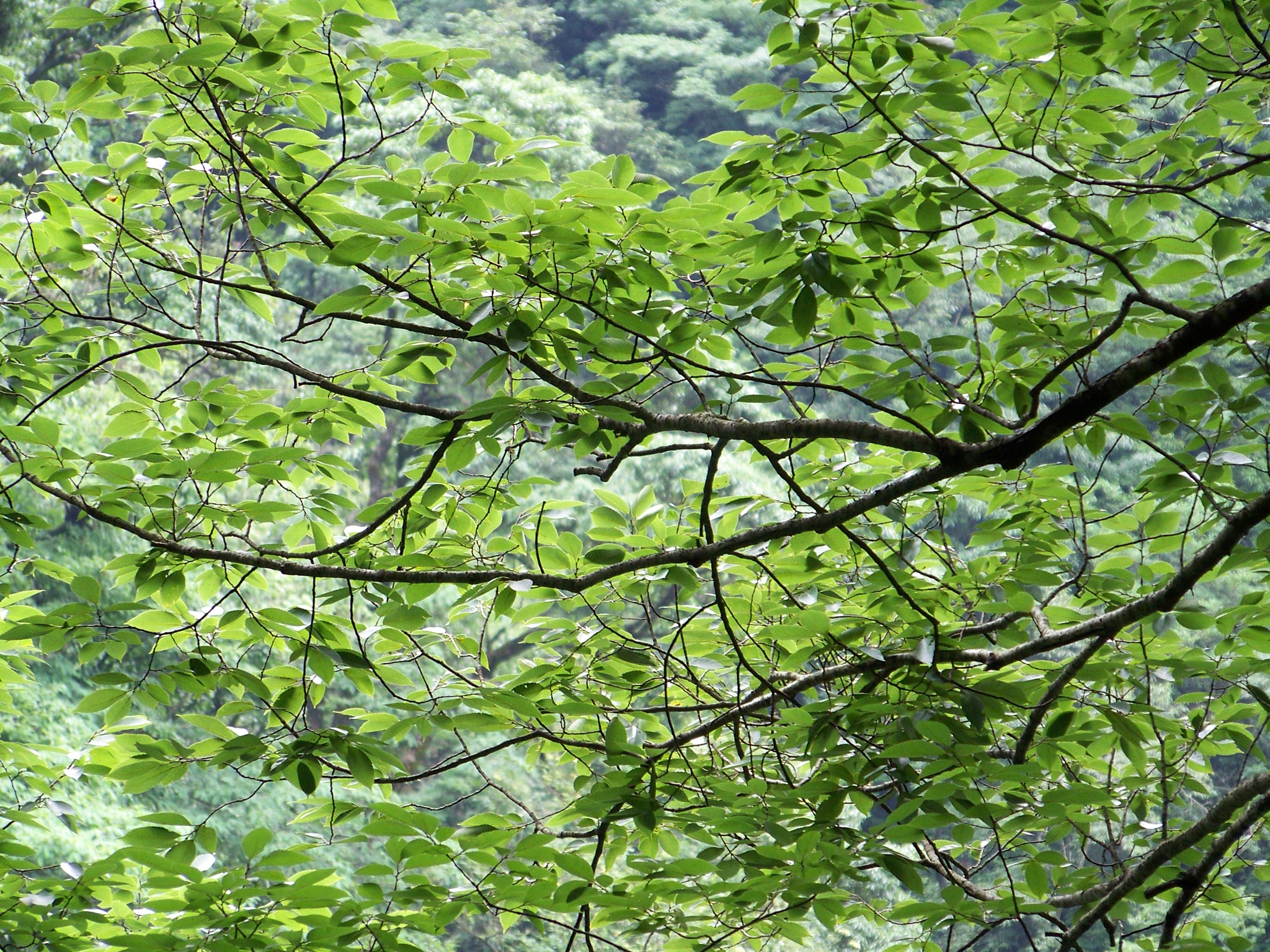
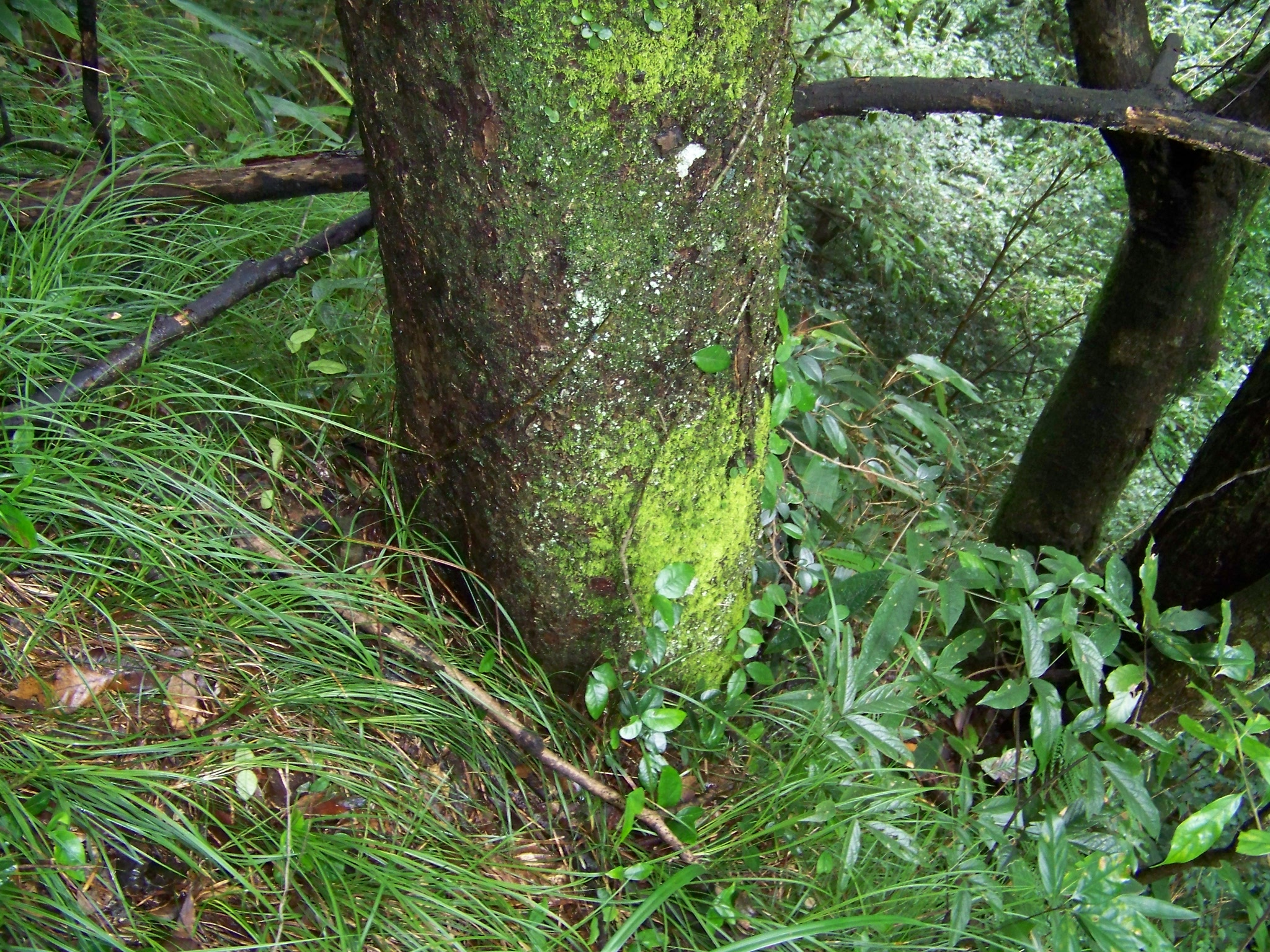